# Абдельфеттах Ріаті
Абдельфеттах Ріаті (араб. عبد الفتاح رحياتي, нар. 25 лютого 1963) — марокканський футболіст, що грав на позиції нападника за клуб МАС (Фес), швейцарські «Аарау» та «Ксамакс», а також за національну збірну Марокко.

## Клубна кар'єра
У дорослому футболі дебютував 1982 року виступами за команду МАС (Фес), в якій провів шість сезонів. 
Протягом 1988—1990 років грав у Швейцарії, де провів по одному сезону за «Аарау» та «Ксамакс».
Завершив ігрову кар'єру у команді МАС (Фес), до якої повернувся 1990 року і де провів один сезон.

## Виступи за збірну
1986 року дебютував в офіційних матчах у складі національної збірної Марокко.
У складі збірної був учасником чемпіонату світу 1986 року в Мексиці.